# Marcel Buffet
Pour les articles homonymes, voir Buffet.
Marcel André Buffet, né le 14 mai 1922 à Arras et mort le 20 août 2009 à Boulogne-Billancourt, est un skipper français.

## Biographie
Marcel Buffet est sacré champion du monde de 505 en 1959 à Cork et en 1960 à La Baule avec Patrick Wolff . Il participe ensuite à l'épreuve de Flying Dutchman des Jeux olympiques d'été de 1964 avec Alain Lehoerff, terminant à la septième place.
Il décède d'une crise cardiaque dans la nuit du 20 au 21 août 2009 à l'hôpital Ambroise-Paré de Boulogne-Billancourt.

## Décoration
- Médaille d'honneur de la jeunesse et des sports (1966)[4]